# Nossa Senhora do Monte (Funchal)

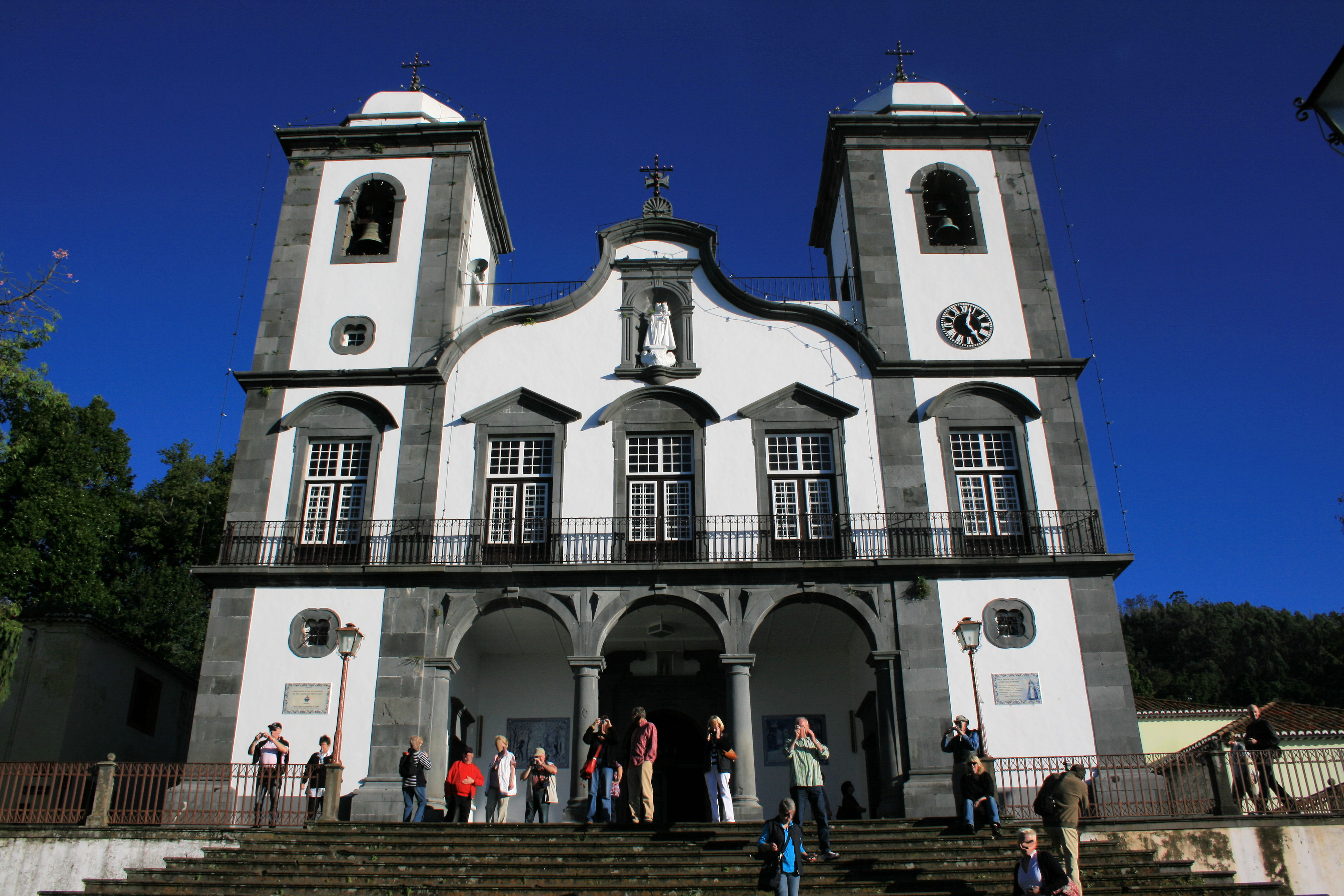
Die Kirche von Monte

Nossa Senhora do Monte ist eine katholische Wallfahrtskirche in Monte auf Madeira. Sie wurde ab 1741 erbaut. Da ein Erdbeben den fertiggestellten Neubau 1748 zerstörte, konnte sie erst am 20. Dezember 1818 eingeweiht werden. In der Kirche ist der 2004 seliggesprochene Kaiser und König Karl von Österreich-Ungarn bestattet.

## Beschreibung

### Äußeres
Eine Freitreppe führt zu drei Bogengängen, die zum Eingangsportal führen. Das Hauptschiff wird flankiert von zwei Glockentürmen. Die Kanten und Fenster der Kirche zeigen noch den nichtverputzten dunklen Tuffstein.

### Inneres
Im Hochaltar steht ein Bild der heiligen Jungfrau. Links und rechts des Hochaltars befinden sich Nebenaltäre. Auf der linken Seite des Hauptschiffes befindet sich die Seitenkapelle Capela do Imaculado Coração de Maria, auf der rechten Seite des Hauptschiffes die Seitenkapelle Capela do Santíssimo Sacramento.
Neben der Seitenkapelle Capela do Imaculado Coração de Maria und der Kanzel befindet sich der Zugang zur Grabkapelle Kaiser Karls I.

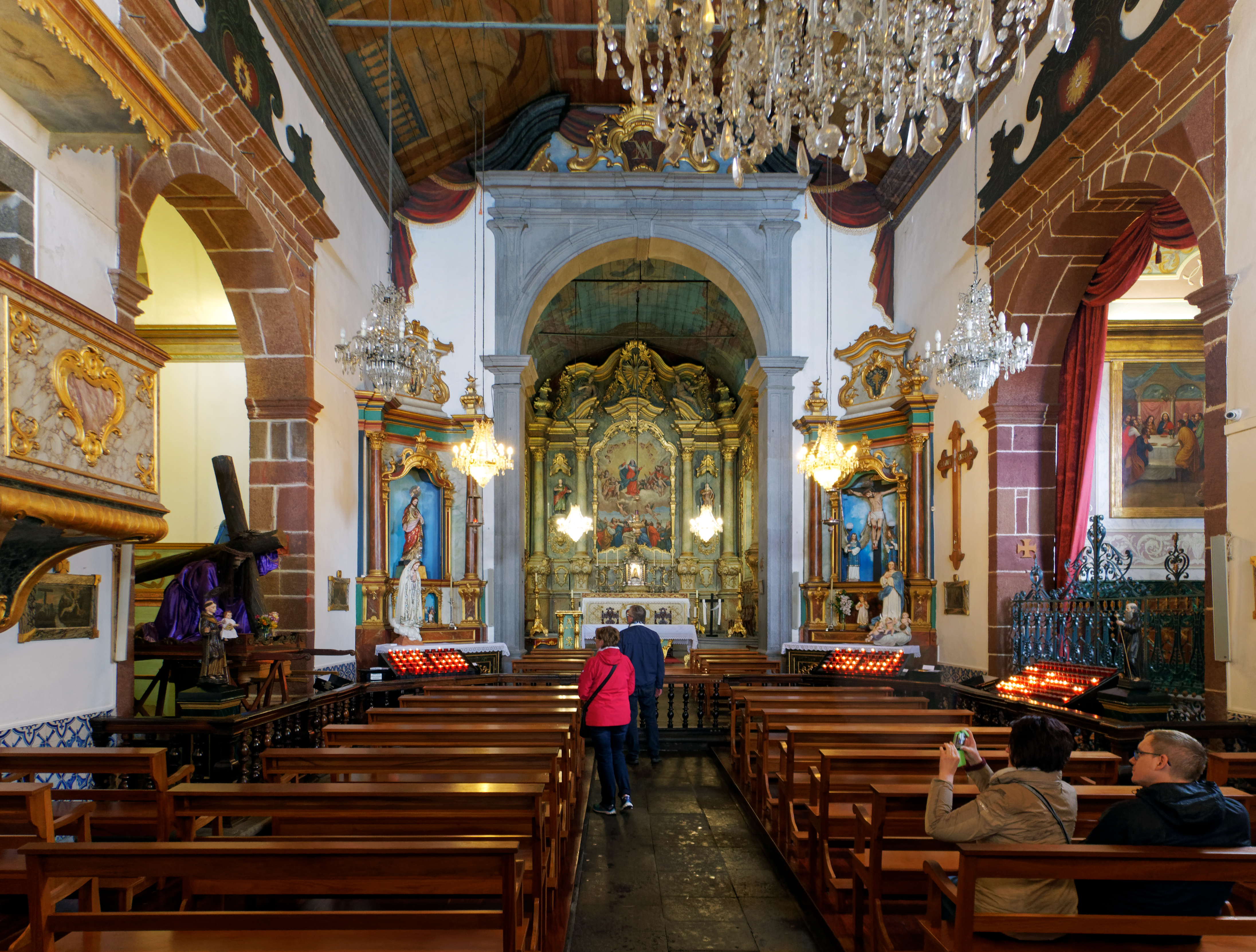
Hauptschiff der Kirche
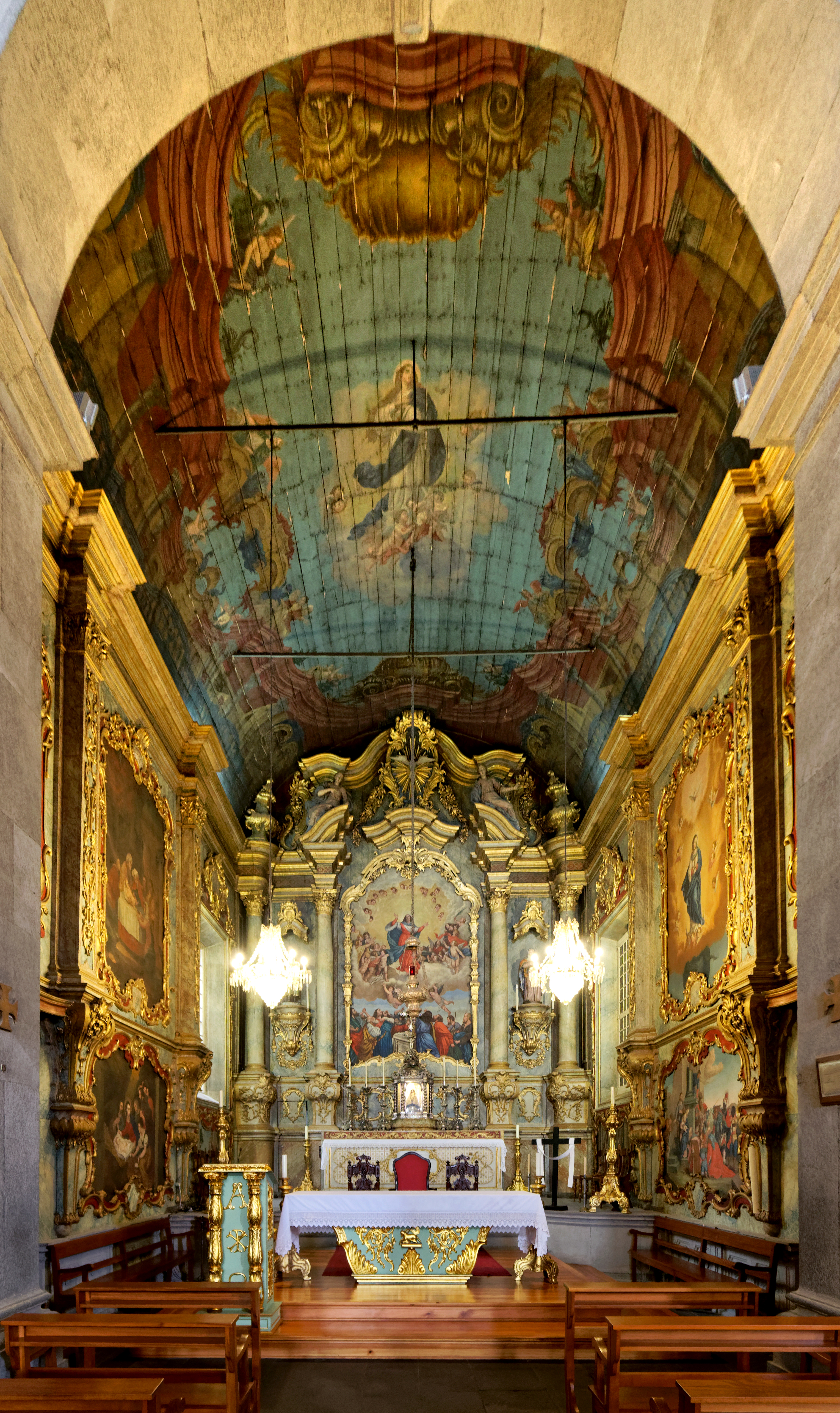
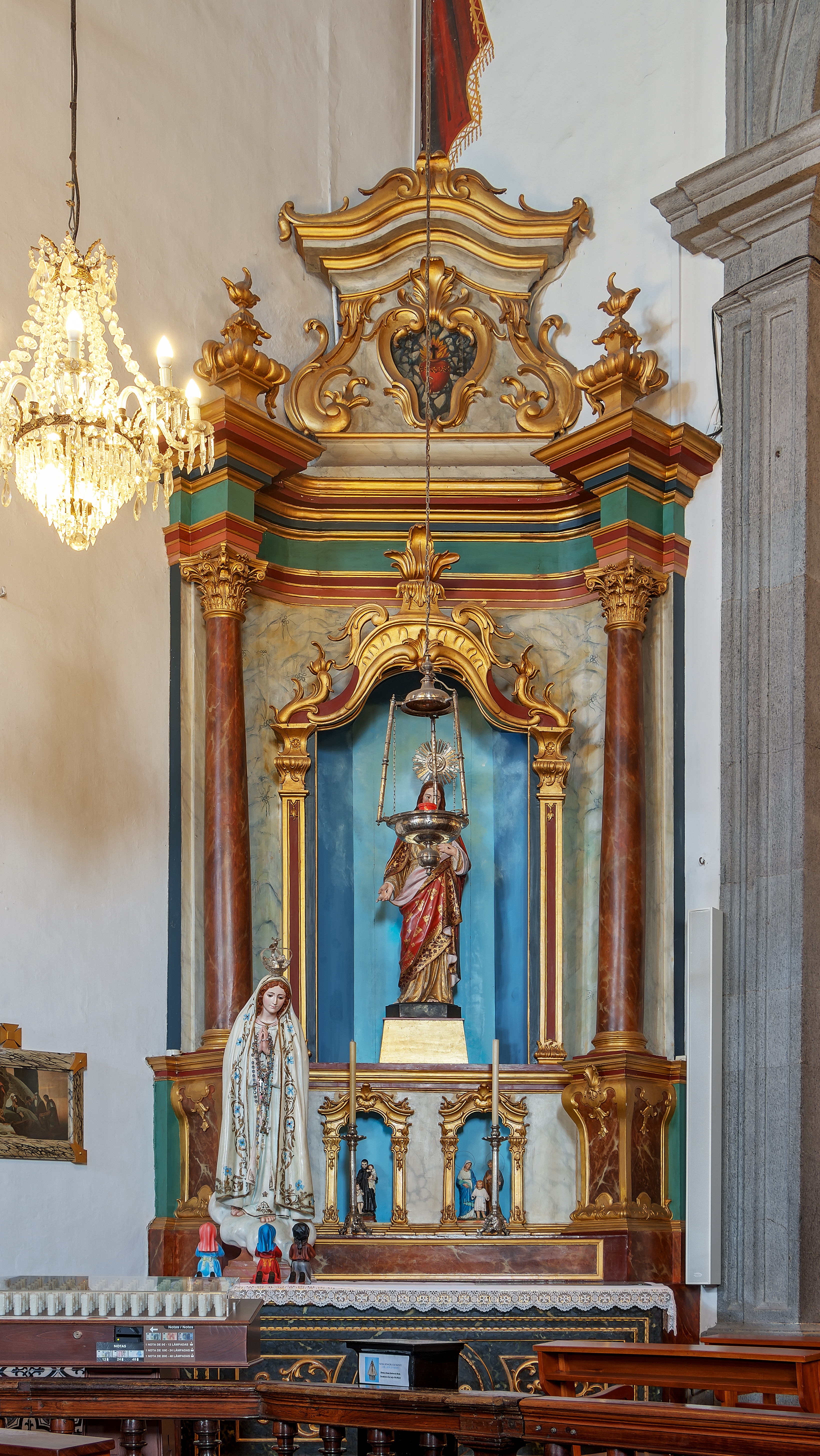
Altar do Sagrado Coração de Jesus (linker Seitenaltar)
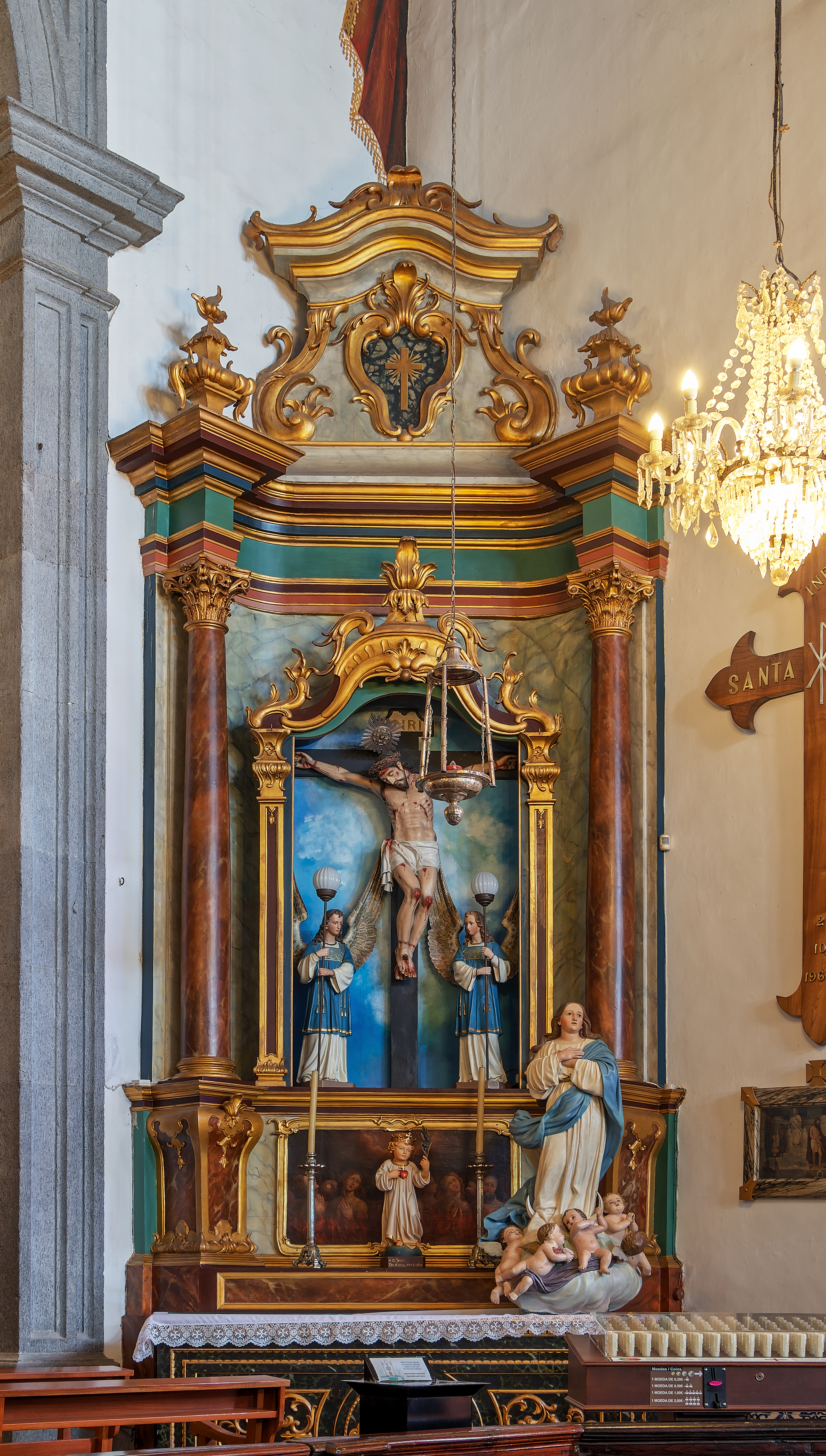
Altar da Vera Cruz (rechter Seitenaltar)
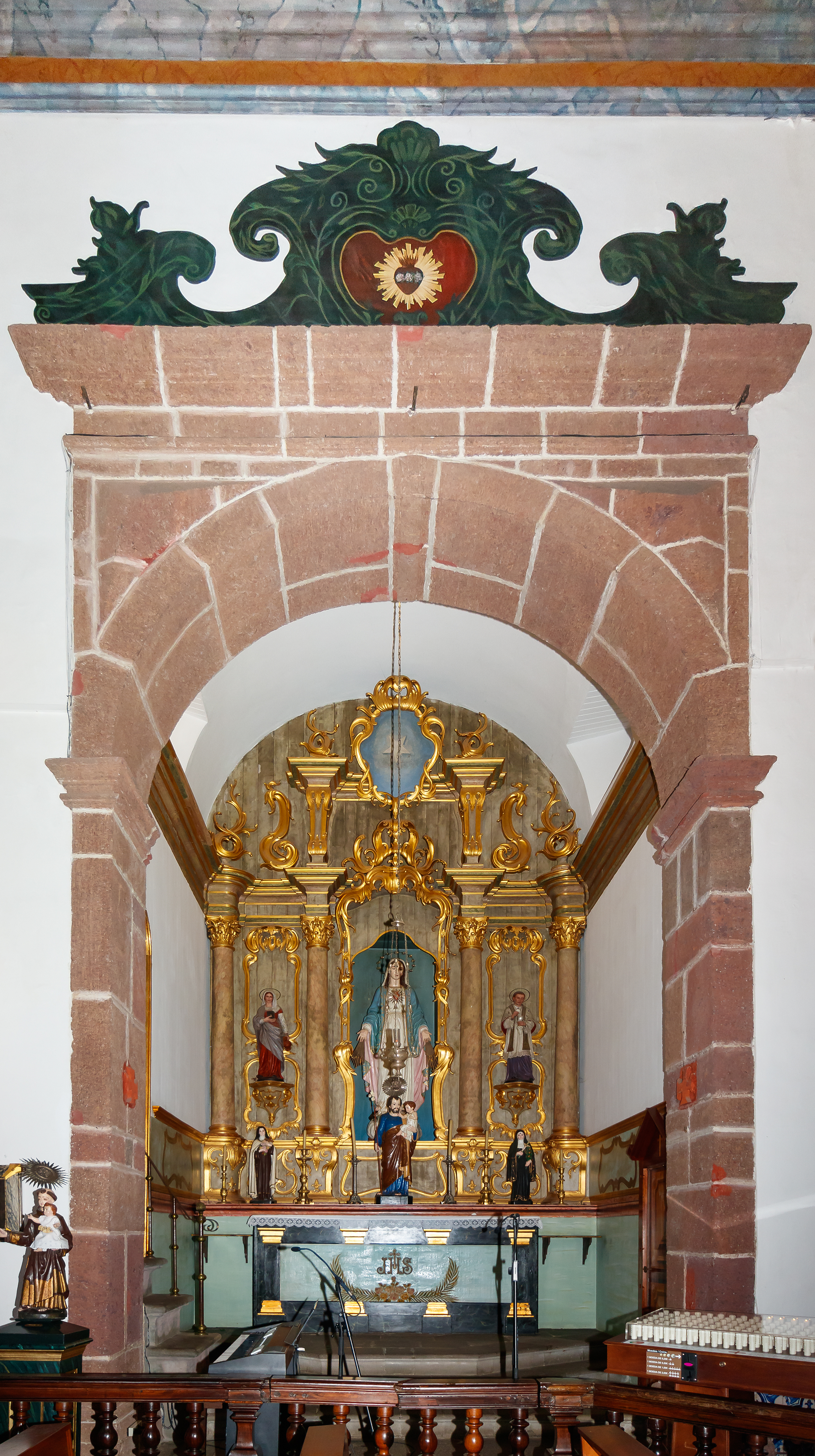
Seitenkapelle Capela do Imaculado Coração de Maria
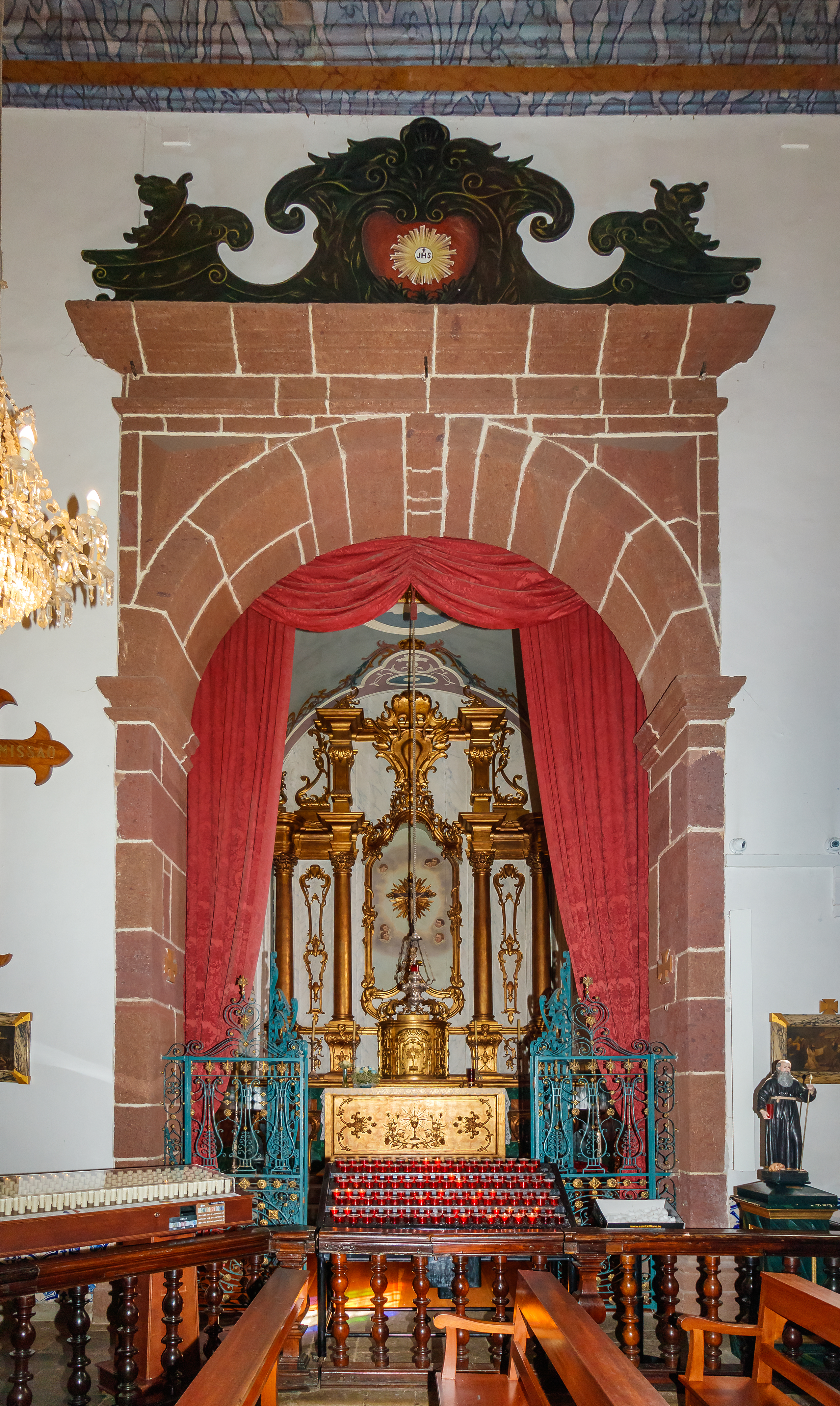
Seitenkapelle Capela do Santíssimo Sacramento
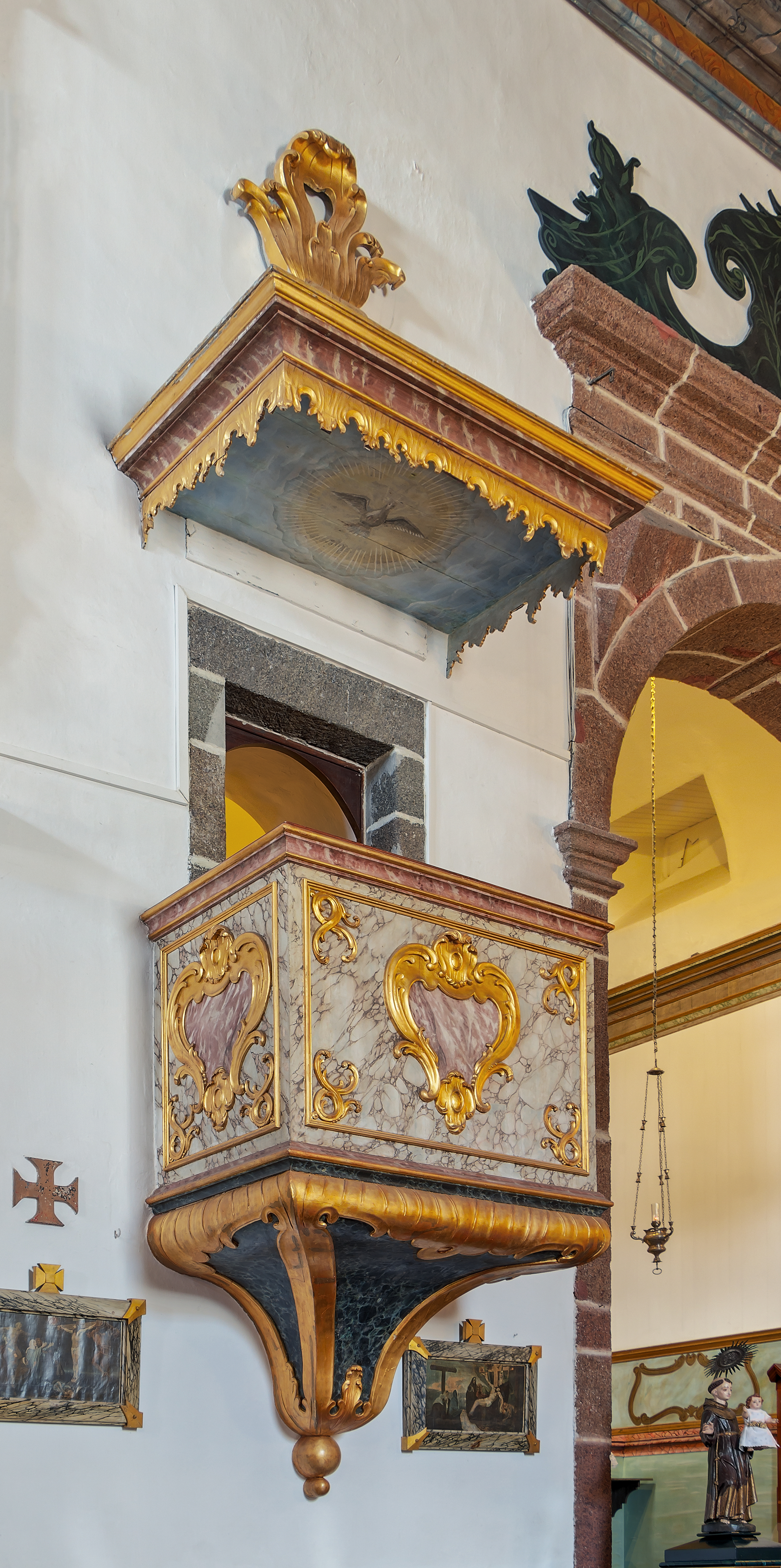
Kanzel
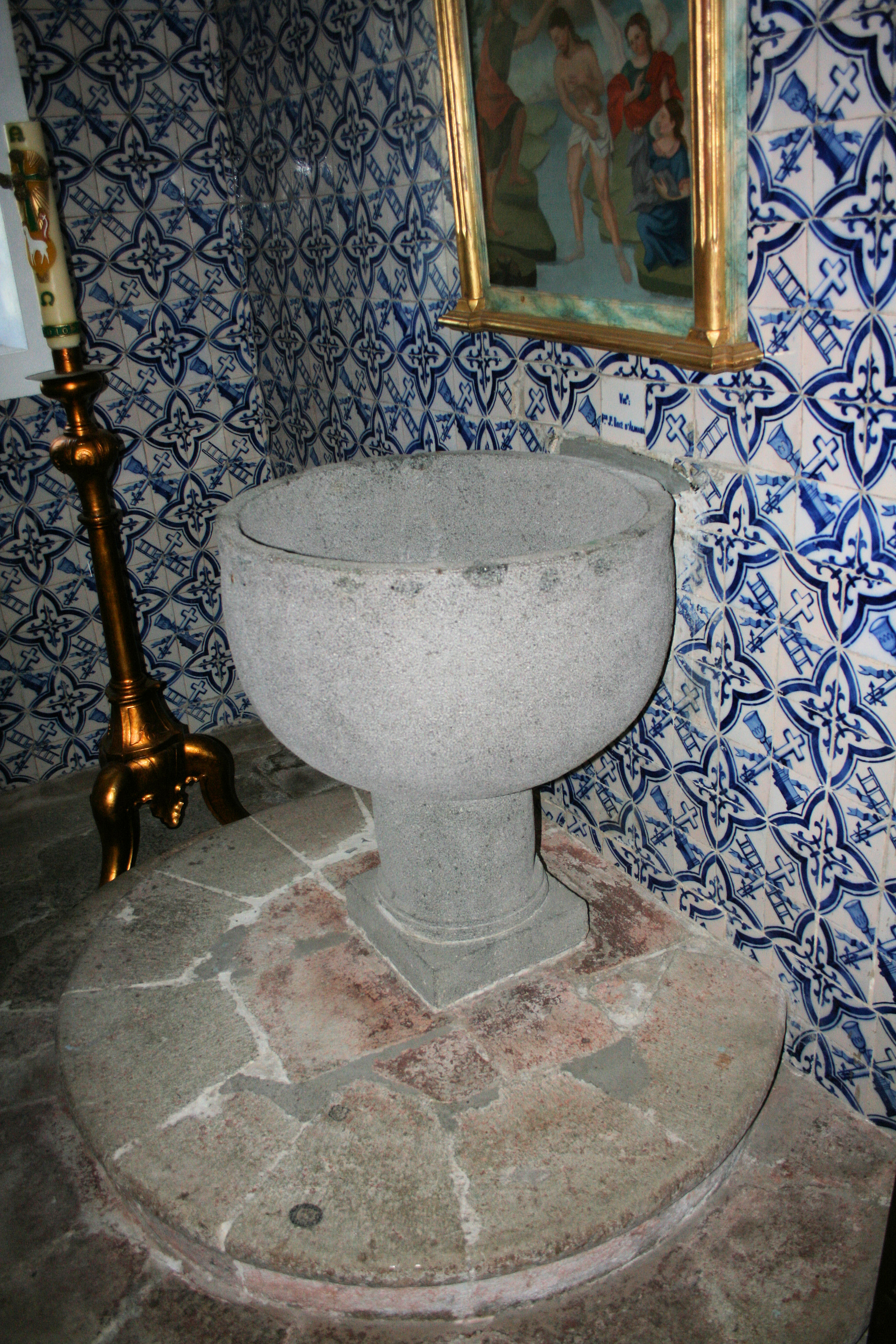
Taufbecken

#### Grabkapelle Kaiser Karls I.

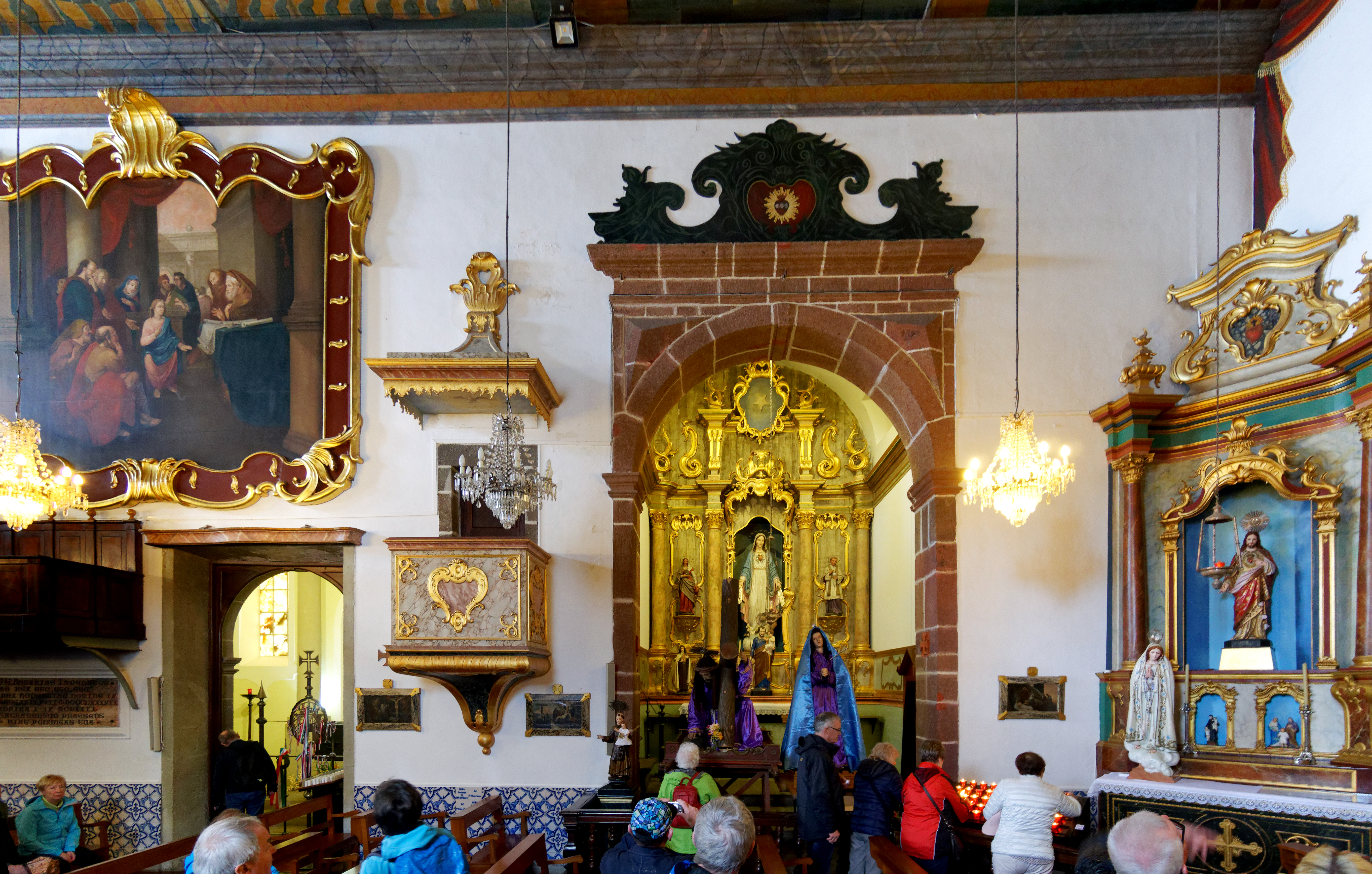
Lage der Grabkapelle auf der linken Seite des Hauptschiffes

In einer Seitenkapelle auf der linken Seite des Hauptschiffes ist auf einem Steinsockel der schwarze Metallsarkophag des letzten Monarchen von Österreich-Ungarn, Karl I., aufgestellt. Er wurde nach dem Ersten Weltkrieg in die Verbannung geschickt. Am 19. November 1921 kam er nach Funchal, wo er bis zu seinem Tode am 1. April 1922 mit seiner Familie in dem Herrenhaus Quinta Gordon oberhalb der Kirche lebte. Die Beisetzung in der Kirche von Monte fand am 4. April in Anwesenheit des Bischofs von Funchal statt. An der Zeremonie nahmen etwa 30.000 Personen teil. 2004 wurde Kaiser Karl I. von Papst Johannes Paul II. in Rom seliggesprochen.

##### Tiroler Kreuz
Hinter seinem Sarg steht ein Kreuz des Südtiroler Bildhauers Valentin Gallmetzer, welches früher in der Nähe des Widums in Feldthurns stand. Zita, die Ehefrau Karls I., hatte sich ein Tiroler Kreuz gewünscht und beauftragte Franz Josef Graf Forni (1904–1992), der an Karl Wolfsgruber herantrat. Dieser dachte an jenes Kreuz, dessen Künstler ein inniges Verhältnis zum Kaiser unterhalten hatte, kaufte es, ließ es restaurieren und über die portugiesische Botschaft in Rom nach Monte bringen.
Auf der Rückseite ist ein Täfelchen mit folgendem Wortlaut montiert: Carolus quidam Brixinensis hunc salutis mundi signum anno MCM-LXVII dicavit. Valentinus Gallmetzer ex civitate Clusinense aetati LXXXV annorum hanc imaginem sculpsit. Als Ersatz für Feldthurns ließ er ein ähnliches Kreuz vom Villnösser Künstler Oswald Senoner anfertigen.

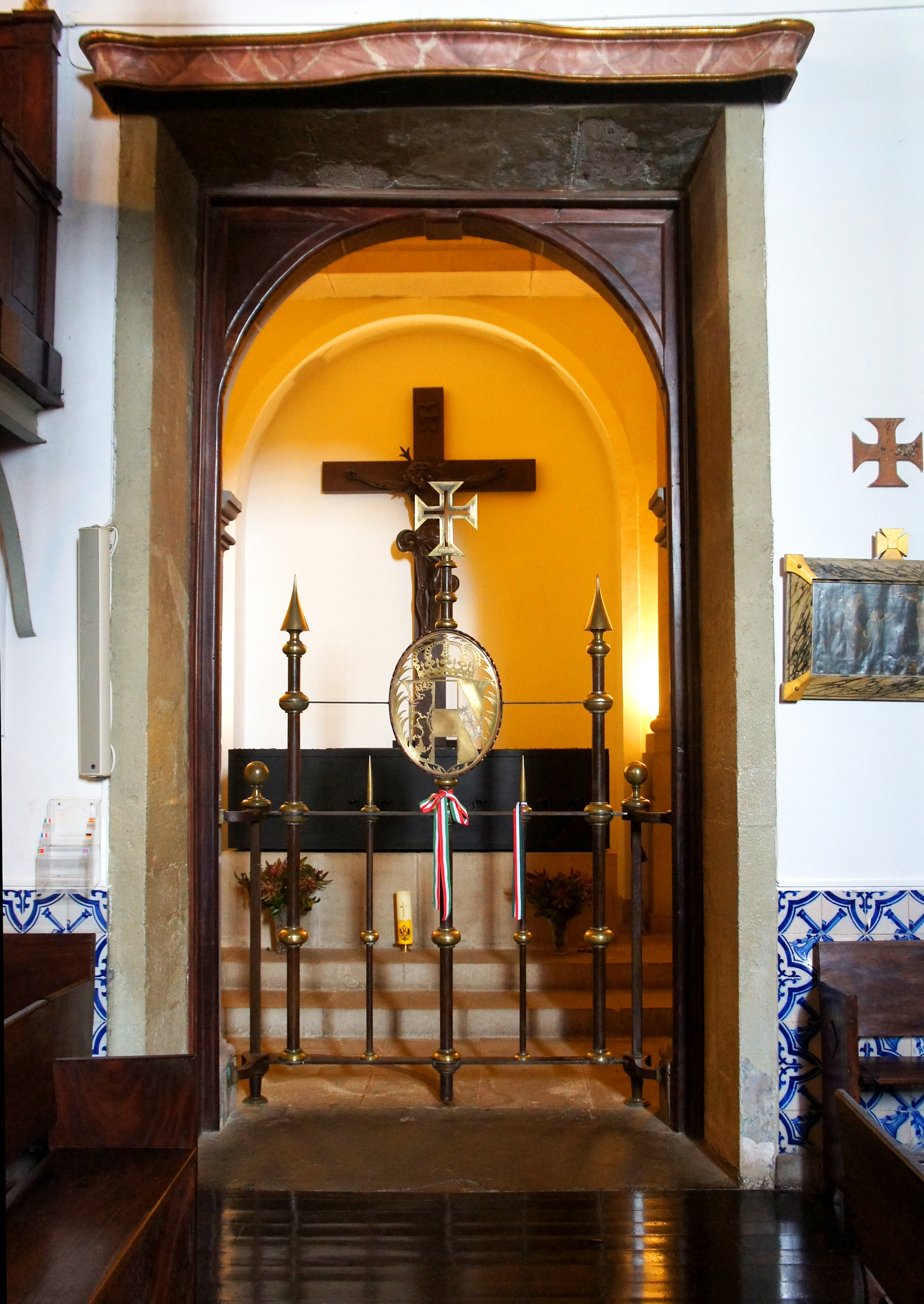
Blick in die Grabkapelle (2013)
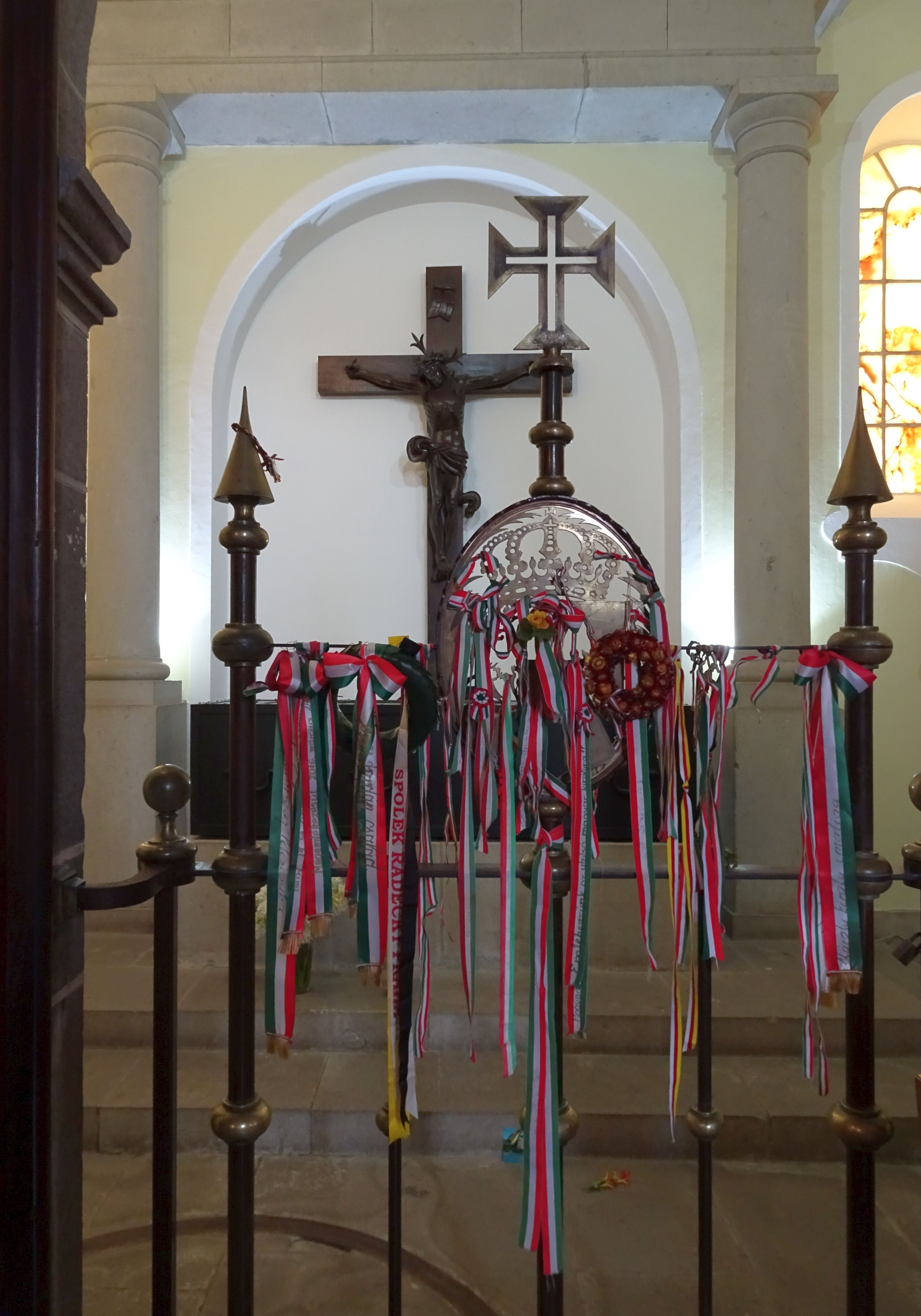
Blick in die Grabkapelle (2016)
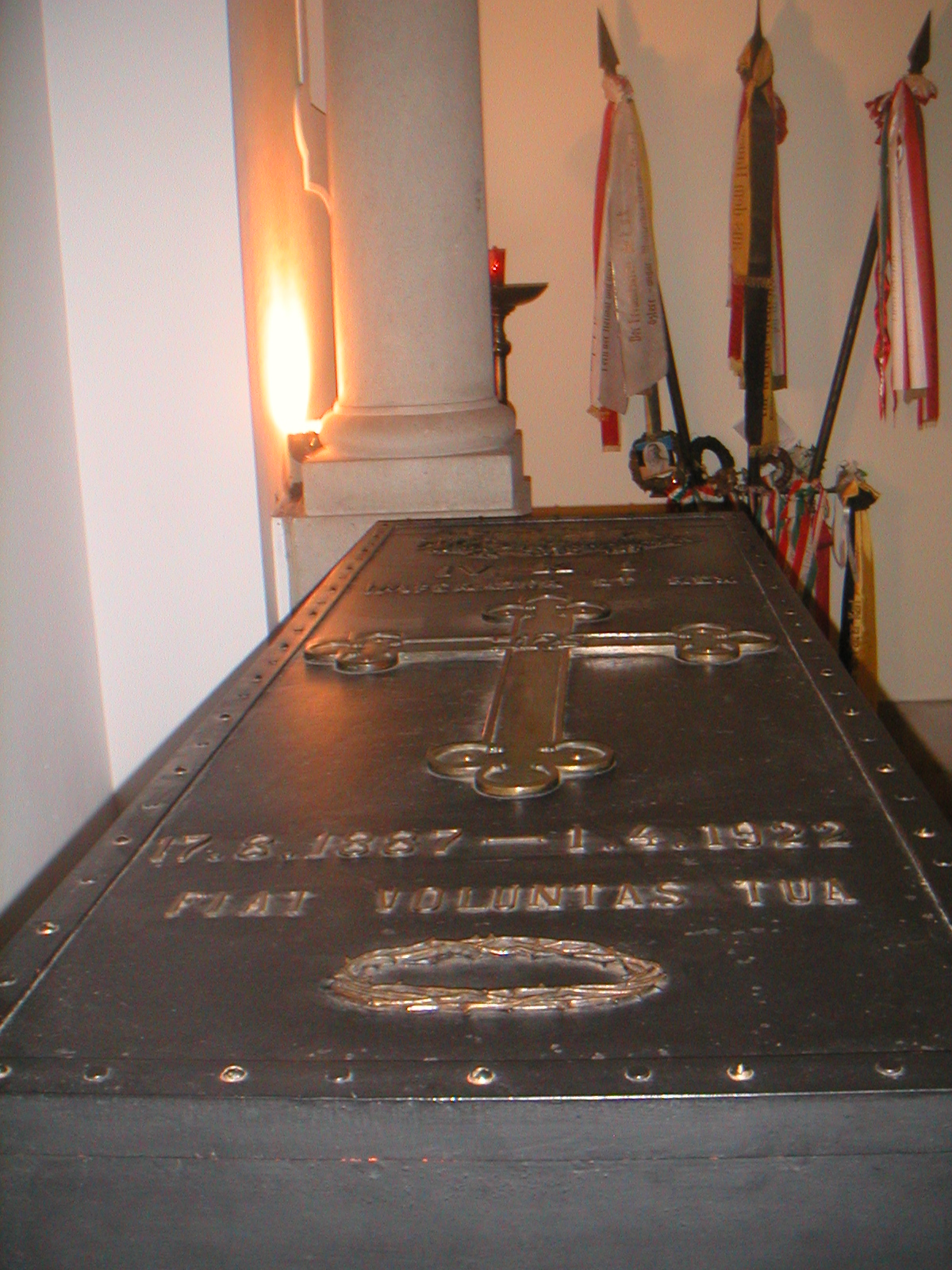
Sarkophag des Kaisers
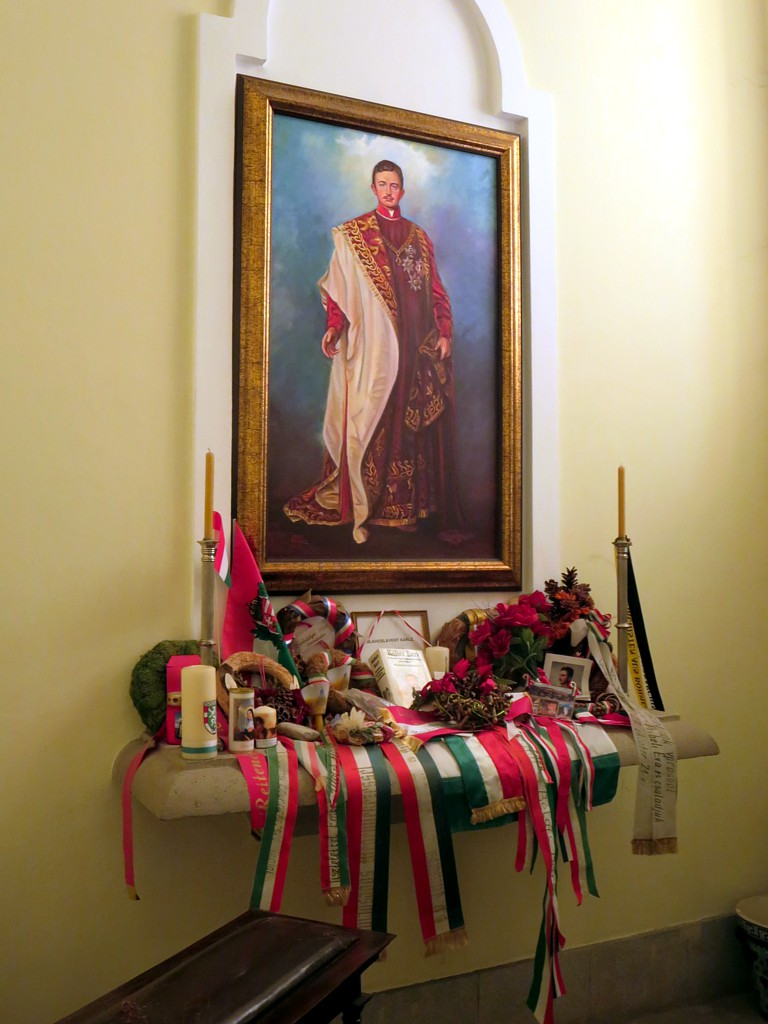
Porträt des Kaisers

##### Gedenktafel

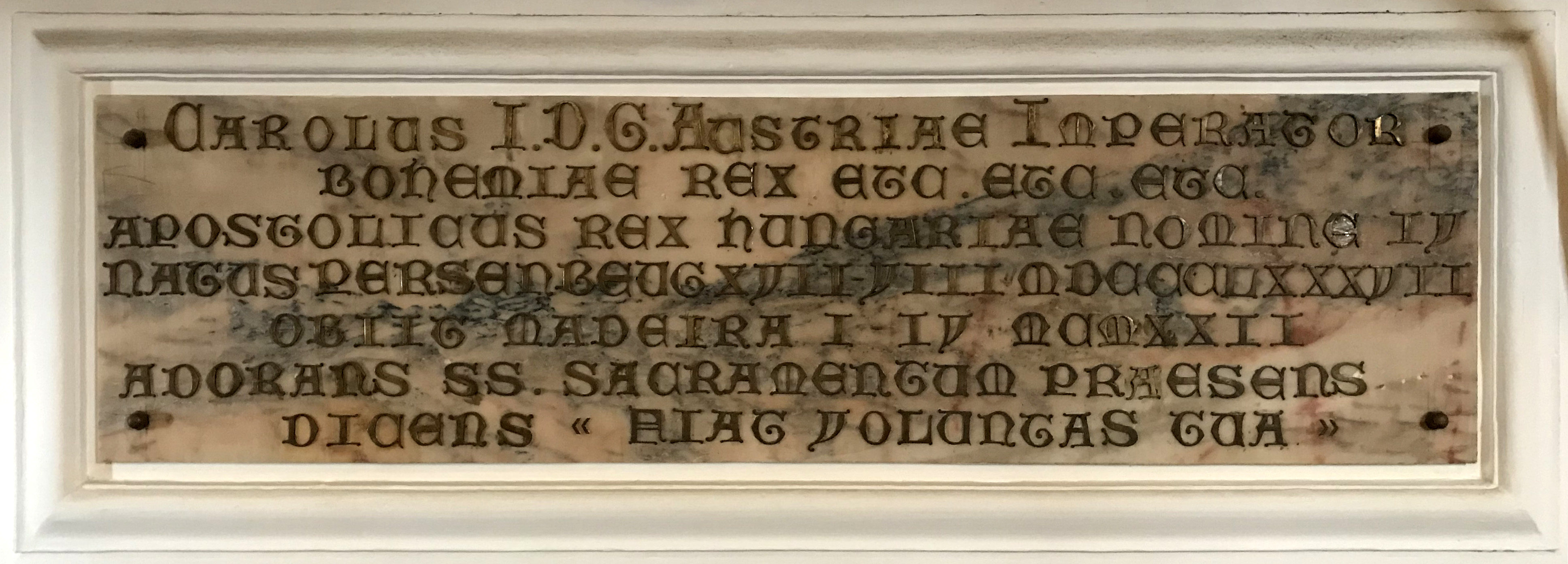
Gedenktafel rechts vom Eingang zur Grabkapelle Kaiser Karls I.

Rechts vom Eingang zur Grabkapelle Kaiser Karls I. befindet sich eine Gedenktafel mit der lateinischen Inschrift:
CAROLUS I. D[ei]. G[ratia]. AUSTRIAE IMPERATOR
BOHEMIAE REX ETC. ETC. ETC.
APOSTOLICUS REX HUNGARIAE NOMINE IV
NATUS PERSENBEUG XVII-VIII MDCCCLXXXVII
OBIIT MADEIRA I-IV MCMXXII
ADORANS SS. SACRAMENTUM PRAESENS
DICENS "FIAT VOLUNTAS TUA"

## Kirchenvorplatz

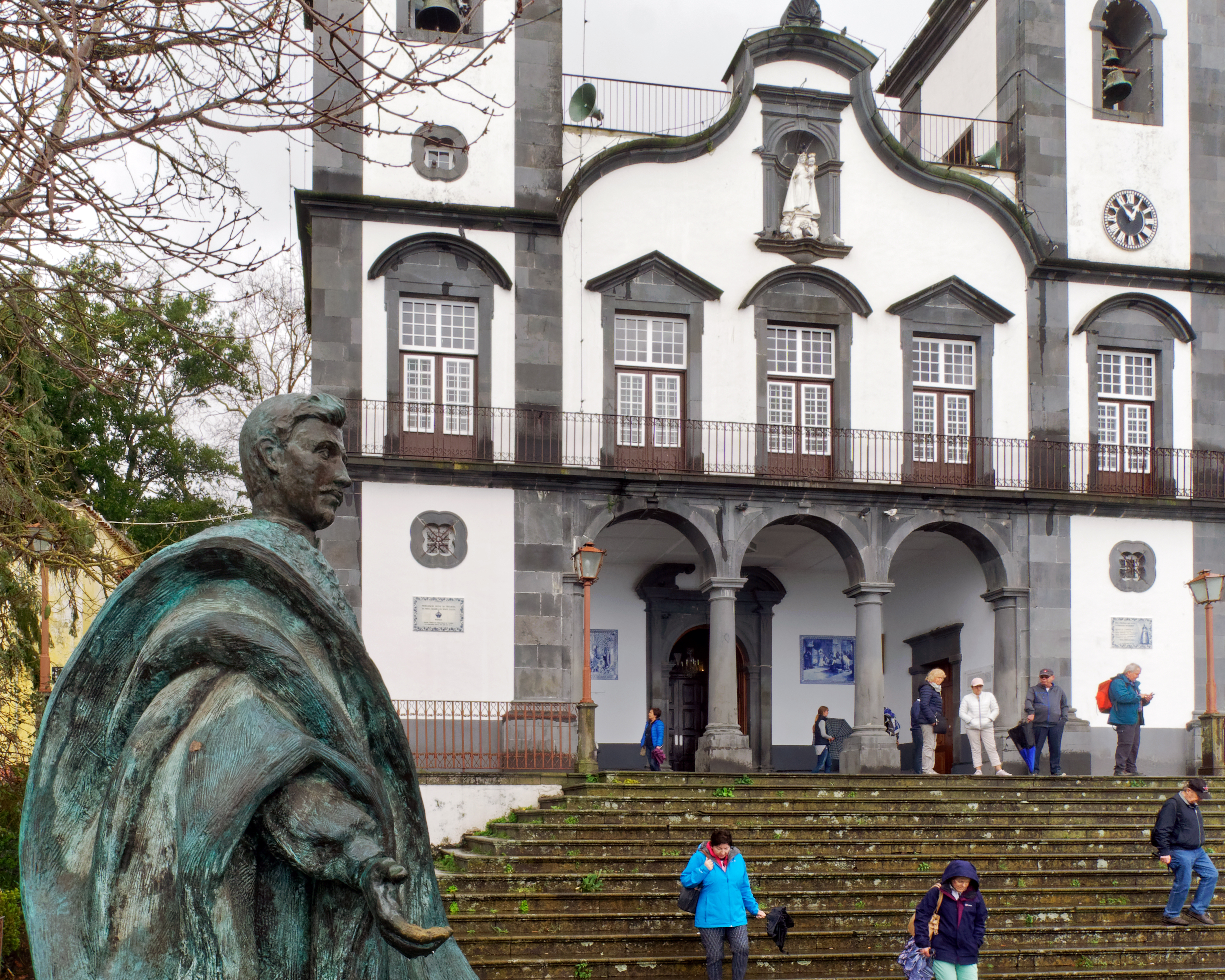
Denkmal Kaiser Karl I. vor der Kirche Nossa Senhora do Monte.

Nach der Seligsprechung Kaiser Karls I. im Jahre 2004 wurde auf dem Platz vor der Kirche 2005 eine Bronzestatue des portugiesischen Bildhauers Augusto Cid aufgestellt, die Karl I. zeigt.

## Mariä-Himmelfahrt-Prozession
Jeden 15. August zum Fest Mariä Himmelfahrt findet eine große Prozession zu Ehren der Jungfrau statt. Die 68 Stufen der Freitreppe werden dabei auf den Knien zurückgelegt.